# Chad Ruhwedel
Chad Ruhwedel (* 7. Mai 1990 in San Diego, Kalifornien) ist ein ehemaliger US-amerikanischer Eishockeyspieler auf der Position des Verteidigers, der im Verlauf seiner aktiven Karriere unter anderem für die Buffalo Sabres, Pittsburgh Penguins und New York Rangers in der National Hockey League gespielt hat.

## Karriere

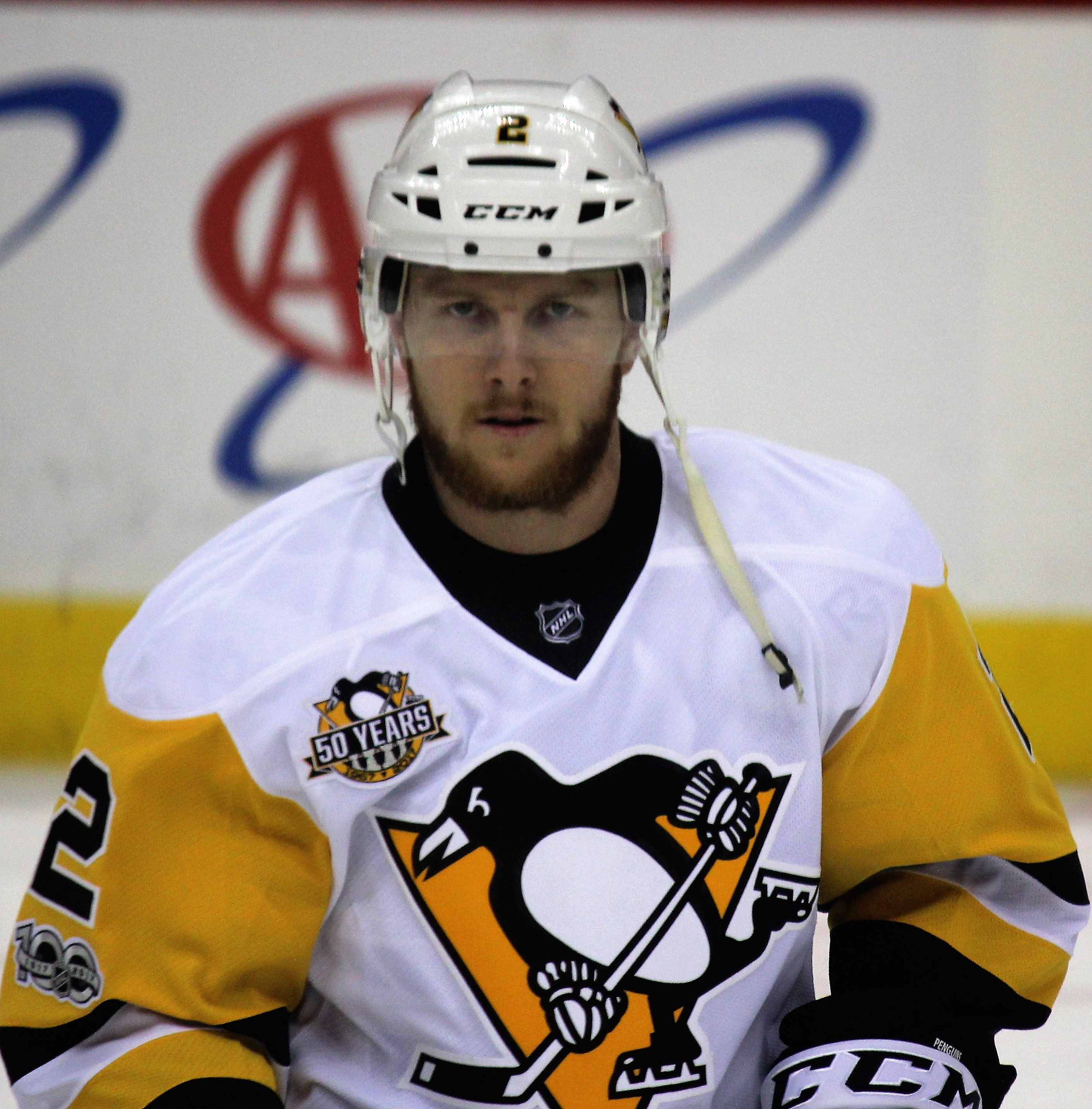
Ruhwedel im Trikot der Penguins (2017)

Ruhwedel verbrachte seine Juniorenzeit zunächst zwischen 2008 und 2010 bei den Sioux Falls Stampede in der United States Hockey League, ehe er sich von dort aus mit Beginn des Sommers 2010 für drei Jahre an der University of Massachusetts Lowell einschrieb. Während dieser Zeit spielte er parallel für das Eishockeyteam der Universität in der Hockey East, einer Division im Spielbetrieb der National Collegiate Athletic Association. Mit der Mannschaft gewann er im dritten und letzten Jahr die Meisterschaft der Division.
Ungedraftet wechselte der Verteidiger im Anschluss zu den Buffalo Sabres aus der National Hockey League, die ihn im April 2013 unter Vertrag nahmen. Im restlichen Verlauf der Saison 2012/13 kam er zu sieben NHL-Einsätzen. Im folgenden Spieljahr teilten sich Rudwedels Einsätze zwischen dem Farmteam Rochester Americans in der American Hockey League und den Sabres in der NHL auf, sodass sich der Abwehrspieler zur Spielzeit 2014/15 berechtigte Hoffnungen auf einen Stammplatz im NHL-Kader machte. Zwischen Oktober 2014 und April 2016 bestritt er aber lediglich fünf weitere Spiele für Buffalo, nachdem es zuvor bereits 28 gewesen waren. Hauptsächlich war er für die Amerks in der AHL aktiv. Nach Auslaufen seines Vertrages am Ende der Saison 2015/16 wurde der Vertrag nicht verlängert und Ruhwedel schloss sich im Juli 2016 als Free Agent dem amtierenden Stanley-Cup-Sieger Pittsburgh Penguins an. Nach einiger Zeit im AHL-Farmteam Wilkes-Barre/Scranton Penguins schaffte er im Dezember 2016 den Sprung in den Kader Pittsburghs. Mit den Pittsburgh Penguins gewann er am Saisonende den Stanley Cup, wurde allerdings aufgrund zu weniger Einsätze nicht auf der Trophäe verewigt.
Nach fast acht Jahren in der Organisation der Penguins wurde Ruhwedel im März 2024, kurz vor der Trade Deadline, im Tausch für ein Viertrunden-Wahlrecht im NHL Entry Draft 2027 an die New York Rangers abgegeben. Nach der Saison 2024/25 beendete der Verteidiger seine aktive Karriere.

## Erfolge und Auszeichnungen
| - 2010 Teilnahme am USHL All-Star Game - 2011 Hockey East All-Academic Team - 2013 Lamoriello-Trophy-Gewinn mit der University of Massachusetts Lowell | - 2013 Hockey East First All-Star Team - 2013 NCAA East First All-American Team |

## Karrierestatistik
Stand: Ende der Saison 2024/25
(Legende zur Spielerstatistik: Sp oder GP = absolvierte Spiele; T oder G = erzielte Tore; V oder A = erzielte Assists; Pkt oder Pts = erzielte Scorerpunkte; SM oder PIM = erhaltene Strafminuten; +/− = Plus/Minus-Bilanz; PP = erzielte Überzahltore; SH = erzielte Unterzahltore; GW = erzielte Siegtore; 1 Play-downs/Relegation; Kursiv: Statistik nicht vollständig)